# ジョニー・ディー
ジョニー・ディー（Johnny Dee）は1993年発売の「motorbike loves you ...ep」が話題になった、日本のネオアコースティックバンド。

## メンバー
初期
堤田浩士(Vo) The Korova Milk Bar,The Palm Songwriters,Johnny Johnny
下田剛(G) Johnny Johnny,Dalmesians,101Dalmesians,Thee Windress Gates
鶴田裕介(G) The Korova Milk Bar
田尻精(B) Song Cyecle , ナウエリート
藤田(D)
再結成ライブ　
堤田浩士(Vo) the palm songwriters,Johnny Johnny
下田剛(G) Johnny Johnny,101Dalmesians,Thee Windress Gates
鶴田裕介(G) The Korova Milk Bar
山元賢明（Ｂ）Thee Windress Gates
益田剛（D）Thee Windress Gates
池水真由美(Vo、Ac) ブリッジ、Three berry Icecream
旧メンバー　　
福田星次（Vo、G、B）PSYCHAGOGO(ｻｲｶｺﾞｰｺﾞｰ)The Korova Milk Bar,The Palm Songwriters

## 来歴
前身バンドのコロバ・ミルク・バー(The Korova Milk Bar)が発展的解散後、コロバの一部メンバーに下田が加わる形で1980年代末に熊本で結成された。
Venus Peter古閑裕の紹介でVinyl Japanレーベルより1993年に「motorbike loves you ...ep」のアナログ7インチ・シングルをリリース。一部ネオアコファン、渋谷系ファンの間で話題になる。その後、同レーベルよりCDアルバム「Love Compilation」をリリース。
はっぴいえんど等の日本のロックの影響下に無い、英国ネオアコの影響が強いバンドと言われる。
メンバーの自宅が熊本、福岡、東京と分散していたためかライブの回数が極端に少なく、情報量の少なさと活動期間の短さ故に伝説化している。
2019年11月に一夜限定で再結成Liveを行った。
熊本、福岡、東京で再結成も含めて5回のLiveを行っている。
- 東京（新宿アンティノック）での共演はSATURN V（元レイザーカッツのグレゴリーとタルーラ・ゴッシュのクリスが在籍したバンド）とHeavenly（伝説的ネオアコ・バンド、タルラー・ゴーシュを前身とする最重要ギターポップ・バンド。アメリア（vo&g）、マシュー（dr）兄弟を中心に89年、オックスフォードで結成される）
- 福岡の共演はTelevision Personalities（いまや伝説と化している、ワーム！とドリームワールドという２つのレーベルを主宰していたダン・トレイシーの実質的ソロ・ユニット）
- 東京/再結成での共演はThe Monochrome Set（日本の渋谷系始め数多くのバンドに影響を与えた英国ニューウェーブの伝説的バンド）

## ディスコグラフィー

### シングル
- Motorbike Loves You (7" vinyl Japan PAD 5　1993年)[2]
- Motorbike Loves You(CDEP vinyl Japan TASKCD 36)
- 1995 Unreleased EP(CDEP Sofa Records SRS001)
- Hey,Gentle Girl(Flexi Blue-Berry Label BLVD007 2019年)

### アルバム
- Love Compilation (CD Vinyl Japan MASKCD 38 1993)
- Love Compilation (LP Vinyl Japan ASKLP 45 1996)

### コンピレーション・アルバム
- FUTURE CHIC! (CD Automatic Kiss Records SCENE-1 1993)  　"Hey Gentle Girl" "Why I Like Max Eider" 収録
- What do you want a Japanese to do again? (CD Vinyl Japan ASKCD 36 1994)  　"Motorbike Loves You" 収録
- Chesterfields/Johnny Dee - Let's Split! (CD Vinyl Japan ASKCD35 1994)  　"I Wanna Bang On The Drums" "Love Plays Cruel Game" ２曲収録
- Do The Nuclear Tests In Paris And Beijing (CD Vinyl Japan MASKCD 58 1995)  　"I Wanna Bang On The Drum" 収録
- Whirl-Wheels (CD shelflife records LIFE001 1996)  　"Here Comes Another Day"収録
- 1995 Unreleased ep (CDEP sofa records 2001)
- Automatic kiss records ten years (CD Automatic Kiss Records 2001)

　　　"Hey Gentle Girl" 収録